# Кристиан Барнард
Кристиан Барнард Неедлинг (на африкаанс: Christiaan Barnard) е южнжафрикански лекар, световноизвестен сърдечен хирург.
На 3 декември 1967 г. в операционна зала на клиниката „Гроте Шур“ в Кейптаун, ЮАР извършва първата в света трансплантация на човешко сърце.

## Ранни години
Кристиан Барнард е роден в град Бофорт Уест в провинция Западен Кейп, Република Южна Африка на 8 ноември 1922 година.
Баща му Адам Барнард е пастор в църква, а майка му Мария свири на църковен орган. Кристиан има 4 братя. Фактът, че брат му Авраам умира на 5-годишна възраст от сърдечно-съдово заболяване, е вероятната причина за професионалния избор на Барнард. Много години по-късно малкият му брат Мариус ще бъде назначен за негова дясна ръка в департамента по кардиохирургия в университета в Кейптаун.
През 1940 г. Барнард завършва гимназията в Бофорт Вест и отива да учи медицина в Университета на Кейптаун. Става бакалавър по медицина през 1946 г.

## Кариера
Започва професионалната си кариера като стажант в клиниката „Гроте Шур“ в Кейптаун. Жени се за медицинската сестра Aletta Louw през 1948 г. и имат 2 деца – Андре и Deirdre. След брака се премества в живописния град Серес, Западен Кейп на 150 км от Кейптаун, където до 1951 година работи като общопрактикуващ лекар.
Завръща се в Кейптаун през 1951 г. и работи в болницата „Гроте Шур“. През 1953 г. получава степен магистър по медицина (MMed) от Университета в Кейптаун. Започва научна работа и разработва нови методи за лечение на възпаление на мозъка, менингит и чревни заболявания. През годината получава докторска степен по медицина от същия университет за дисертацията си „Лечение на туберкулозен менингит“.
През 1956 г. получава двегодишна стипендия за специализация по хирургия в Университета на Минесота в Минеаполис, САЩ. Там се запознава с Норман Shumway, който е автор на много от водещите научни изследвания, довели до първата човешка трансплантация на сърце. През 1958 г. д-р Барнард получава магистърска степен по хирургия за своя труд, озаглавен „За аортната клапа – проблеми в производството и тестването на протезни клапи“. През същата година е удостоен с титлата доктор на науките за неговата дисертация, озаглавена „За етиологията на вродената чревна атрезия“. Барнард нарича тези 2 години в САЩ „най-интересните в живота ми.“ В Минеаполис получава хирургическо обучение за операции на открито сърце. При професор Кларънс Уолтън Lillehei се запознава с най-новите техники на все още експерименталната сърдечна трансплантация. Като подарък от американските колеги получава апарат сърце – бял дроб, който взема със себе си в Южна Африка през 1958 г.
При завръщането си в Южна Африка през 1958 г. Барнард е назначен за кардиохирург в отделението по сърдечна хирургия в болницата „Гроте Шур“. Там извършва около 1000 сърдечни операции с разни техники. Става преподавател и директор на хирургичните изследвания в университета в Кейптаун. След 3 години е назначен за началник на отделението по кардиохирургия и преподава в университета в Кейптаун. Издига се до позицията на доцент в катедрата по хирургия в Университета в Кейптаун през 1962 г. По-малкият му брат Мариус, който също учи медицина, в крайна сметка става дясната ръка на Барнард в катедрата по кардиохирургия. С течение на времето Барнард става блестящ хирург с голям принос за лечението на сърдечни заболявания, като тетралогията на Fallot и аномалията на Ebstein. Става професор по хирургия в катедрата по хирургия в Университета в Кейптаун през 1972 година.
През 1983 г. трябва да се откаже от операциите, защото страда от артрит и ръцете му са особено засегнати. Подава оставка като ръководител на клиниката по гръдна хирургиясчитано от 31.12.1983 г. Обявен е за почетен професор през 1984 година. Прекарва 2 години в САЩ в Института по трансплантации в Оклахома и в допълнение като консултант на различни институции.

## Първа трансплантация на сърце
След първата успешна трансплантация на бъбрек в САЩ през 1953 г. Барнард извършва първата такава в Южна Африка през 1959 г. Междувременно в продължение на няколко години Барнард експериментира с животински трансплантации на сърце, като сърца са трансплантирани на повече от 50 кучета. През този период Барнард е имал пациенти, готови да се подложат на подобна операция, но пред него и медицинския му екип винаги стои сериозният проблем да се намери подходящ донор.
На 2 декември 1967 г. при пътно произшествие, докато пресича улица в Кейптаун, загива 25-годишната Денис Дарвал. След разговор с баща ѝ е получено съгласието му за донорство. В нощта на 3 декември 1967 г. професор Барнард извършва първата в света трансплантация на сърце на човек в операционната зала на болницата „Гроте Шур“ в Кейптаун. Операцията продължава 9 часа. Участва екип от 30 души. Професорът е подпомаган от брат си Мариус Барнард. Пациентът е Луис Вашкански – 54-годишен търговец, страдащ от диабет и неизлечима болест на сърцето. Вашкански е пред дилемата – да очаква сигурна смърт или да рискува трансплантация с 80 % шанс за оцеляване. Той избира операцията. Както Барнард по-късно пише „За умиращ човек не е трудно решение, защото знае, че е в края. Ако лъв ви преследва на брега на река, пълна с крокодили, ще скочите във водата, убедени, че имате шанс да преплувате до другата страна.“
20 години по-късно д-р Мариус Барнард разказва: Крис стоя там известно време, гледа, а след това отстъпи назад и каза: „То работи!“. След излизането си от състоянието на наркоза Вашкански заявява, че се чувства много по-добре с новото сърце. Трансплантацията е успешна и предизвиква световна сензация. Барнард става световна суперзвезда за една нощ. Приветстван е по целия свят за дръзкото му постижение, а се радва на вниманието на медиите и защото е доста фотогеничен. „В събота бях неизвестен хирург в Южна Африка. В понеделник вече бях световноизвестен“ – така си припомня събитията от декември 1967 година.
След седмица, в която състоянието на Вашкански изглежда стабилно, на 9 декември белите му кръвни клетки започват да намаляват. На 15 декември е поставена диагноза „двустранна пневмония“, предизвикана от имунопотискащите лекарства (имуносопресори), които пациентът е приемал. Между 16 и 20 декември положението на Вашкански става сериозно, а пневмонията нелечима. През нощта на 21 декември 1967 година Вашкански умира – 18 дни след трансплантацията.
Въпреки че първият пациент оцелява само за малко повече от 2 седмици, Барнард не може да бъде възпрян и решава да продължи дейността си.

## Следващи операции на сърце
На 2 януари 1968 г. професор Барнард извършва втората сърдечна трансплантация, която е с по-голям успех. Пациентът е 50-годишният зъболекар Филип Блайберг. Донор на сърцето е Клайв Хаупт – млад мъж, починал от тежък субарахноидален мозъчен кръвоизлив. Филип Блайберг живее 563 дни след операцията (около 1 година и 5 месеца). По време на рехабилитацията написва книгата „С поглед към сърцето ми“ – той е първият човек в света, който е държал в ръце собственото си сърце. Дороти Фишер получава ново сърце през 1969 г. и става първият чернокож акцептор. Тя живее в продължение на 12 години и 6 месеца след трансплантацията. Дирк ван Цил, който получава ново сърце през 1971 г., е най-дълго преживелият – живял повече от 23 години.
Още през 1968 г. след тези 2 операции на Барнард са извършени 107 трансплантации от 64 хирургически екипа в 24 страни. Резултатите са предсказуемо лоши – операциите са извършени от недостатъчно подготвени лекари, съчетаването на донорите и акцепторите е лошо. След 1968 г. операциите по трансплантация на сърце широко се разпространяват, въпреки че основен проблем е да се предотврати отхвърлянето на трансплантирания орган и значителната токсичност на тогава известните и използвани имунопотискащи лекарства (които всъщност са били цитотостатици). Пробивът е откриването на циклоспорина през 1974 г.
През 1974 г. Барнард лансира идеята за дублиращо сърце на човека, присадено в помощ на собственото болно сърце. Той продължава да извършва трансплантация на сърце, както и разработва нови техники, включително трансплантация на сърце и бял дроб (1974). Проектира изкуствени клапи на сърцето и използване на сърца от маймуни. Извършва първата трансплантация от бабуин (вид маймуна) на човек в отчаян опит да спаси от смърт 20-годишно момиче. Пациентката умира след 20 дни. Ръководи първия Piggyback сърдечна трансплантация (хетеротопична трансплантация).
Като цяло Барнард извършва 10 трансплантации в периода 1967 – 1973 г. Той е и първият, извършил хетеротопична трансплантация на сърце, която е негово творение. Между 1975 и 1984 г. в Кейптаун са извършени 49 последователни, хетеротопични трансплантации на сърце.
В самия край на 1960-те и началото на 1970-те години много лекари, разочаровани от лошите резултати, се отказват от опитите за сърдечна трансплантация. Барнард продължава до появата на циклоспорина, който спомага да се съживи интересът към тях в целия свят. Той е и първият хирург, опитал ксенотрансплантация.

## Световна слава
Барнард става медийна звезда: лекции, интервюта и токшоута, аудиенция при папата, лично запознанство със София Лорен, любовна афера с Джина Лолобриджида, прием от американския президент Линдън Джонсън, автомобили „Ролс Ройс“, пътешествия с яхти, Студио 54 Ню Йорк, Монако и Грейс Кели, Париж, аудиенция при шаха на Иран, приятелство с Питър Селърс, автобиография, камери, клюки и вестникарски колони.
Пътува много по света и се среща с известни личности, принцове, царе и президенти. В своята автобиография The Second Life Барнард признава, че този начин на живот вреди на семейството му. Но професията и пациентите си той не пренебрегва. Клиниката „Гроте Шур“ се радва на световна репутация и привличането на международни пациенти. Малко известен факт е, че лекува стотици пациенти без заплащане.

## Личен живот
Първият брак на Барнард е с Гертруда Луи Алета, медицинска сестра, за която се жени през 1948 г., докато практикува медицина в Серес. Има е 2 деца – Deirdre (род. 1950) и Андре (род. 1951). Международната слава се отразява върху личния живот на Барнард и се развежда през 1969 г.
Жени се през 1970 г. за богатата наследница (когато тя е само на 19 г.) Барбара Цьолнер – дъщеря на германския милиардер Фредерик Цьолнер, наричан „Крал на стоманата“, чийто бизнес е базиран в Йоханесбург. Имат 2 сина – Фредерик (р. 1972) и Кристиян младши (роден 1974). Барбара е красива жена и медиите я обожават – лицето ѝ често краси първите страници на модните списания. През 1982 г. Барнард обаче се развежда с нея като се
Жени се за трети път през 1988 г. за доста по-младата Карин Зецкорн (22 г.), с която също има 2 деца – син Армин (роден 1990) и дъщеря Лара (родена 1997). Този последен брак също завършва с развод през 2000 г.

## В края на живота
Барнард подава оставка като ръководител на катедра „Гръдна и сърдечна хирургия“ в Кейптаун през 1983 г. след напредналия ревматоиден артрит на ръцете, който му пречи да оперира. След това прекарва 2 години като учен In-Residence в Института по трансплантации на САЩ в щата Оклахома, както и в качеството на консултант за други институции. По онова време проявява голям интерес към изследванията на процесите на стареене при човека. Опитва се в Оклахома да намери начин за забавянето на този процес.
Добрата му репутация пострадва сериозно през 1986 г., когато лансира Glycel – скъп крем „против стареене на кожата“, чийто лиценз е отнет от Агенцията по храните и лекарствата на САЩ веднага след това. Като научен консултант на Clinique La Prairie, Швейцария прекарва времето си в практикуването на противоречивата „терапия за подмладяване“. По-късно изразява съжаление за продажбата на крема Glycel.
Барнард прекарва остатъка от живота си в Австрия (където е установена фондацията „Кристиан Барнард“ за подпомагане на деца в неравностойно положение по целия свят) и във фермата си в Бофорт Вест. Според APA е получил австрийско гражданство 2 дни преди смъртта си.
Кристиан Барнард умира през септември 2001 г., докато е на почивка в Пафос, Кипър. Първоначално се твърди, че е получил сърдечен удар, но аутопсията впоследствие показва, че смъртта му е причинена от тежък астматичен пристъп. След кремация на тялото урната с праха му е пренесена в Южна Африка и погребана в Бофорт Уест.

## Книги
Кристиан Барнард е автор на 2 автобиографии. Първата му книга „Един живот“ е публикувана през 1969 г. и впоследствие е продавана по целия свят. Част от приходите са използвани за създаване на фонд „Кристиан Барнард“ за научни изследвания в областта на сърдечно-съдовите заболявания и трансплантациите на сърце в Кейптаун. Втората му автобиография „Вторият живот“ е публикувана през 1993 г. – 8 години преди смъртта му.
Освен автобиографиите д-р Барнард написва още книгите:
- Човек, сърдечна трансплантация. 1968
- Един живот (Животът ми като лекар и човек). 1969
- Сърце „Атака“: Не трябва да умрат. 1971
- Нежеланото. 1974
- Южна Африка: дисекция. 1977
- Най-доброто лекарство. 1979
- Добър живот – добра смърт. 1980
- Артрит. Ръководство как да живеем с артрит от Барнард. 1984
- Вашето здраво сърце. 1985
- Вторият живот. Спомени от световноизвестни хирурзи на сърце. 1993
- Петдесет начини за едно здраво сърце. 2000

В допълнение, през 2004 г. Крис Логан пише биография на Барнард под името „Кристиан Барнард – Един живот“.